# Gino Munaron
Gino Munaron (Torino, 1928. április 2. – 2009. november 22.) olasz autóversenyző.

## Pályafutása
1959-ben és 1960-ban rajthoz állt a Le Mans-i 24 órás viadalon. Az 59-es versenyen Lino Fayen társaként a hatodik helyen zárt, míg az 1960-as futamon társával, Giorgio Scarlattival nem értek célba.
A Formula–1-es világbajnokság négy versenyén vett részt pályafutása alatt. Pontot érő helyen egyszer sem végzett, legjobb eredménye egy tizenharmadik pozíció volt a sorozatban, melyet 1960-as argentin futamon ért el.
Ebben az időszakban részt vett több, a világbajnokság keretein kívül rendezett Formula–1-es versenyen is.

## Eredményei

### Le Mans-i 24 órás autóverseny
| Év   | Csapat       | Autó                      | Csapattárs        | Helyezés |
| ---- | ------------ | ------------------------- | ----------------- | -------- |
| 1959 | Lino Fayen   | Ferrari 250 GT Berlinetta | Lino Fayen        | 6.       |
| 1960 | Camoradi USA | Maserati Tipo 61 Longtail | Giorgio Scarlatti | Kiesett  |

### Teljes Formula–1-es eredménylistája
(Táblázat értelmezése)

(Félkövér: pole-pozícióból indult; dőlt: leggyorsabb kört futott) 

| Év   | Csapat                       | Modell        | Motor               | 1      | 2   | 3   | 4   | 5   | 6      | 7      | 8   | 9      | 10  | Helyezés | Pont |
| ---- | ---------------------------- | ------------- | ------------------- | ------ | --- | --- | --- | --- | ------ | ------ | --- | ------ | --- | -------- | ---- |
| 1960 | Gino Munaron                 | Maserati 250F | Maserati Straight-6 | ARG 13 |     |     |     |     |        |        |     |        |     | -        | 0    |
| 1960 | Scuderia Eugenio Castellotti | Cooper T51    | Ferrari Straight-4  |        | MON | 500 | NED | BEL | FRA Ki | GBR 15 | POR | ITA Ki | USA | -        | 0    |

## Külső hivatkozások
- Profilja a grandprix.com honlapon (angolul)
- Profilja a statsf1.com honlapon (angolul)
- Profilja a driverdatabase.com honlapon (angolul)